# Hierheck
Hierheck est un lieu-dit de la commune luxembourgeoise de Esch-sur-Sûre.